# Impozit
Impozitul este o prelevare obligatorie și gratuită, efectuată de către stat asupra resurselor sau bunurilor individuale sau ale colectivităților și plătită în bani .

## Justificarea existenței impozitului[1]
1. Impozitul constituie o sursă a finanțării cheltuielilor de interes general al statului și al administrației locale.
2. Este un instrument al politicii economice, prin care se redistribuie o parte a veniturilor.
3. Impozitele reprezintă un izvor principal (alături de împrumuturi și „tipărire” de bancnote/monedă scripturală) al formării veniturilor bugetului de stat și al finanțării cheltuielilor publice.

## Evaluarea sistemului fiscal român
Potrivit unui raport întocmit de PricewaterhouseCoopers (PwC) și Banca Mondială (2008), care a analizat 178 de țări, în cadrul sistemului fiscal român companiile plătesc 96 de impozite, astfel că România se situează pe locul 4 în lume după Belarus (124 de impozite), Uzbekistan (118) și Ucraina (99).
Astfel, în cadrul Uniunii Europene, România se situează pe primul loc ca număr de impozite prelevate de la companii.
Prin comparație, în alte țări din Uniunea Europeană numărul de impozite sunt: Suedia - 2, Letonia - 7, Spania - 8, Portugalia - 8.
În anul 2013, România se clasa pe locul 136 din 185 de țări studiate de către PricewaterhouseCoopers.
România se află pe locul 32 (2019) din 190 de țări, într-un clasament al economiilor la capitolul plății taxelor. Țări precum Irlanda (4), Singapore (7), Danemarca (8), Noua Zeelandă (9), Finlanda (10), Letonia (16), Canada (19), Elveția (20), Olanda (22), Luxemburg (23) sunt mai competitive decât România la capitolul taxe.
Venitul mediu al unui cetățean român este impozitat (cas, cass, impozit venit/profit, tva, accize, taxe proprietate) cu 65% din ceea ce plătește angajatorul  pentru serviciile (munca) prestate de acesta.